# Сказка про темноту
«Сказка про темноту» — драматический фильм режиссёра Николая Хомерики, снятый в 2009 году во Владивостоке.
Фильм показывался на международных (участник программы «Особый взгляд» 62-го Каннского международного кинофестиваля 2009) и российских кинофестивалях («Кинотавр-2009» — Приз за лучшую мужскую роль Борису Каморзину).

## Сюжет
Сотрудник инспекции по делам несовершеннолетних Ангелина живёт во Владивостоке на берегу Японского моря. На улицах ночью и днём молодые, красивые, энергичные мужчины и женщины заняты одной заботой: знакомиться, флиртовать, влюбляться. Геля же совершенно одинока. Она не обращала внимания на своё одиночество, питая сердце теплом от своей работы — по работе Ангелина много общается с трудными детьми, старается быть с ними ласковой, нежной, родной и упивается их восхищением.
Но однажды маленький мальчик-подопечный простодушно говорит Геле, что она «сухая старая пиздюлина». Это момент истины для героини, слова мальчика — словно вызов для неё, и она решает стать другой. Решает порвать со своим одиночеством.

## В ролях
- Алиса Хазанова — Геля
- Борис Каморзин — Димыч
- Юрий Сафаров — Баграт